# Iso-Pöyliö
Iso-Pöyliö och Pieni-Pöyliö, eller Pöyliönjärvet är sjöar i Finland. De ligger i kommunen Kuusamo i landskapet Norra Österbotten, i den nordöstra delen av landet, 700 km norr om huvudstaden Helsingfors. Iso-Pöyliö ligger 268,8 meter över havet. Den är 4,89 meter djup. Arean är 70,2 hektar och strandlinjen är 4,52 kilometer lång. Sjön  ingår i Kems huvudavrinningsområde. 